# Villers-sous-Chalamont
Villers-sous-Chalamont är en kommun i departementet Doubs i regionen Bourgogne-Franche-Comté i östra Frankrike. Kommunen ligger i kantonen Levier som tillhör arrondissementet Pontarlier. År 2022 hade Villers-sous-Chalamont 293 invånare.

## Befolkningsutveckling
Antalet invånare i kommunen Villers-sous-Chalamont
Referens:INSEE